# Dicranomyia atrovittata
Dicranomyia atrovittata är en tvåvingeart som beskrevs av Alexander 1922. Dicranomyia atrovittata ingår i släktet Dicranomyia och familjen småharkrankar. Inga underarter finns listade i Catalogue of Life.